# Coelioxys robusta
Coelioxys robusta är en biart som beskrevs av Morawitz 1875. Coelioxys robusta ingår i släktet kägelbin, och familjen buksamlarbin. Inga underarter finns listade i Catalogue of Life.